# Coyame del Sotol
Coyame del Sotol è una municipalità dello stato di Chihuahua, nel Messico settentrionale, il cui capoluogo è la località di Santiago de Coyame.
Conta 1.681 abitanti (2010) e ha una estensione di 11.640,77 km².
Il paese deve il suo nome al Rio Sotol, che scorre nel comune, unito al sotol, tipico distillato del Chihuahua.